# 帕宏杜夏特雷
亞歷山大·讓-巴蒂斯特·帕宏·杜夏特雷（法語：Alexandre Jean-Baptiste Parent du Châtelet；1790年9月29日—1836年5月7日），法國內科醫師、公共衛生學者、疾病學專家，其重要的學術關注包括巴黎的下水道與娼妓研究，並以結合公共衛生與社會道德的論點聞名。

## 生平
帕宏杜夏特雷於1790年9月生於巴黎一個富裕的楊森派天主教貴族家族，其父親原於宮廷擔任財政審計員的世襲職位，但由於受法國大革命波及，1792年帕宏杜夏特雷舉家離開巴黎並遷往夏特雷（Châtelet）。1806年帕宏杜夏特雷進入巴黎醫學院（École de médecine de Paris）就讀，1814年8月13日以一篇關於霍亂的論文獲得博士學位。起初他在畢業後曾作為內科醫師開業，然而其醫業經營得並不順利，他因此在公共衛生權威讓．霍爾．哈雷（Jean Noël Hallé, 1754-1822）的建議下轉投公衛研究並逐漸在該領域嶄露頭角。
1818年裝運化肥的貨船亞瑟號（Arthur）發生水手大規模感染事件，帕宏杜夏特雷透過霍爾．哈雷的轉介著手調查該事件，由於亞瑟號上的化肥來源於巴黎近郊的蒙福孔（Montfaucon），他也藉此機會查訪蒙福孔山丘上的巨大糞坑與動物屍體掩埋場，他在1832年出版的相關報告使巴黎市民與政府注意到蒙福孔掩埋場對巴黎氣味的不良影響。
帕宏杜夏特雷熱中於研究污物，且以富有實驗精神知名。他長期深入巴黎的下水道系統進行調查，並在著作《論巴黎的汙水池與下水道》（Essai sur les cloaques ou égouts de la ville de Paris）及《公共衛生》 （Hygiène publique）中提出了如何引用新技術暢通下水道以及保障下水道工人安全的建議。基於他對下水道系統的專業知識及豐富經驗，1826年帕宏杜夏特雷被巴黎市政府指派主導阿米洛下水道（Amelot sewer）的清潔工作。
帕宏杜夏特雷曾擔任慈悲醫院（Hôpital de la Pitié）的內科醫師，1825年獲選為政府旗下健康理事會（Conseil de Salubrité）的一員。1829年，他成為醫學衛生期刊 Annales d'hygiene et de medecine légate的共同創辦人之一，該期刊日後成為衛生學領域的權威刊物。1836年，45歲的帕宏杜夏特雷升任健康理事會的副主席，然而於接任該職位的三個月後便與世長辭，死因為肺炎。

## 公共衛生觀點

### 衛生學理論
帕宏杜夏特雷反對當時於歐洲盛行的瘴氣論，他以自身在下水道的實驗經歷來佐證臭味氣體不會直接損害人體健康。他也認為腐爛及化膿的動物性組織不必然會汙染食物，除非生物分解作用是在高溫、高濕度的環境下進行始可能產生有害物質。

### 對下水道工人的觀點
帕宏杜夏特雷試圖扭轉社會對下水道工人的不佳觀感，他除了讚賞下水道工人對於維護巴黎衛生環境的重要性，也主張在下水道工作不會直接損害工人的健康，只有那些品行不佳而染病的工人（如患有性病者）會受下水道環境影響而使病情惡化，他因此認為只有道德高尚者才能承擔下水道職務。
帕宏杜夏特雷對下水道工人的社會地位與道德關注反映在1826年阿米洛下水道清潔工程中，帕宏一方面將團隊工人原來的薪資調漲百分之二十五，另一方面也指派監工督導下水道工人的行為是否有道德瑕疵。帕宏還關注工人的健康問題，他向政府要求在工程團隊中添加一員藥劑師，並定期紀錄工人的健康狀況以確保他們的安全無虞。 

### 對娼妓的觀點
帕宏杜夏特雷關於娼妓的研究及看法可見於他的著作《論巴黎娼妓》（De la prostitution dans la ville de Paris），該書在他去世後於1836年出版並引起熱烈討論。在《論巴黎娼妓》中，帕宏杜夏特雷調查了娼妓在巴黎的分布狀況，並使用量化方法分析娼妓的組成來源及社會背景。該書留下了對巴黎娼妓的大量調查記錄，包括其數量、出身地、年齡、父母職業、住址、犯罪紀錄、教育程度、成為娼妓的原因等等。
帕宏杜夏特雷將娼妓比喻為下水道、化糞池、垃圾場、公共廁所等污物處理設施，將娼妓的生殖器官視為與污物設施相似的系統。如同下水道接受家戶的排泄物與廢物，他認為娼妓也吸收著男性的體液與穢物，並且同樣散發惡臭。鑒於巴黎的梅毒猖獗，他將娼妓視為嚴重的公衛議題來看待，認為汙物處理的手段可用於解決城市的娼妓問題。在管制政策上，他主張採取隱蔽隔離的方式來降低娼妓的曝光程度，藉以減少其對社會健康及道德的侵害。由於帕宏杜夏特雷認為性交易無法單純透過取締撲滅，他反對直接禁止娼妓業，而提倡政府應透過管制登記有效掌控娼妓的資料，從而在此基礎上監控娼妓活動。

## 延伸閱讀
- Théories hygiénistes（法语：Théories hygiénistes）
- Familles subsistantes de la noblesse française（法语：Familles subsistantes de la noblesse française）